# Carpinus orientalis
Carpinus orientalis là một loài thực vật có hoa trong họ Betulaceae. Loài này được Mill. mô tả khoa học đầu tiên năm 1768.

## Hình ảnh

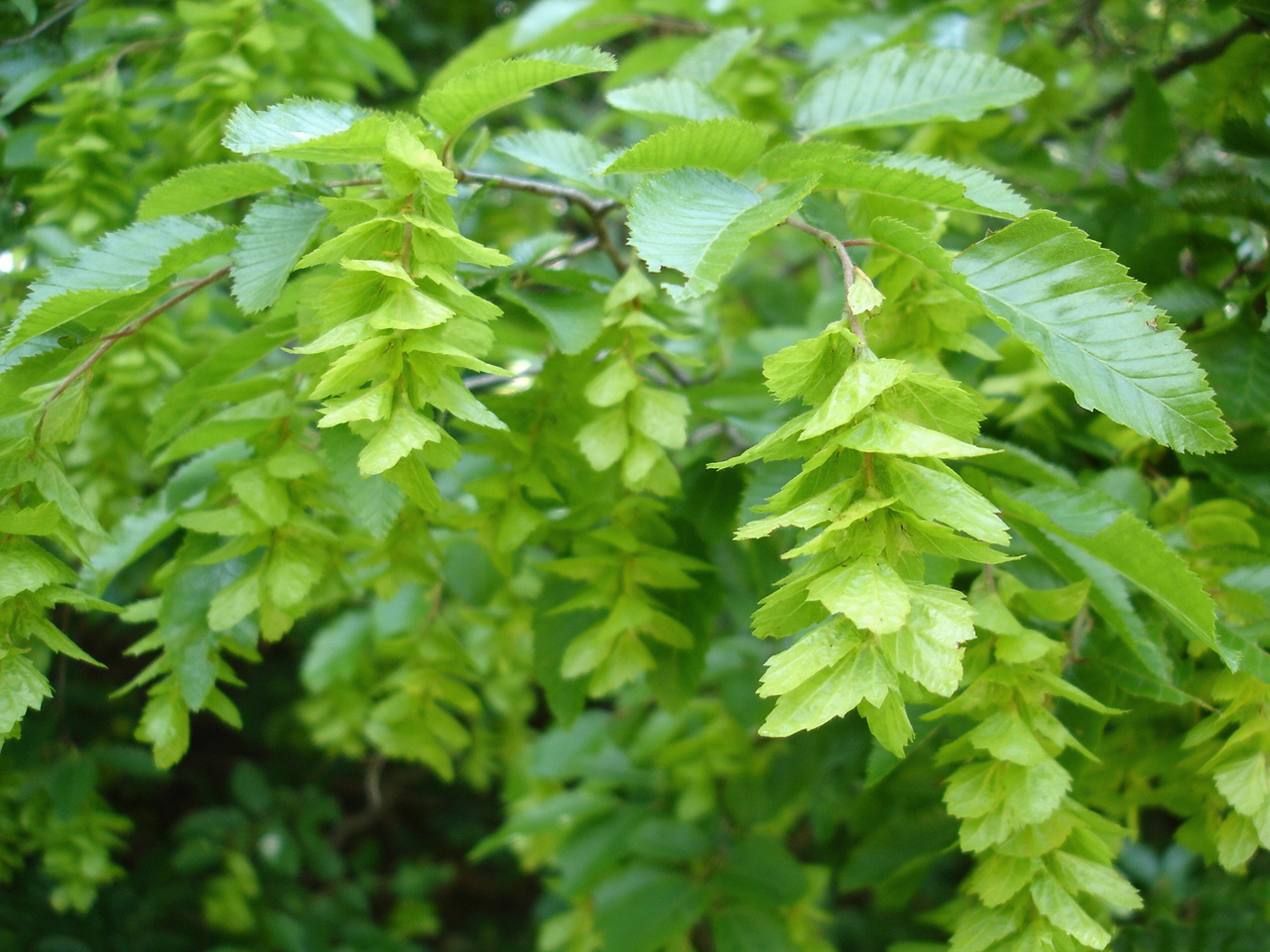
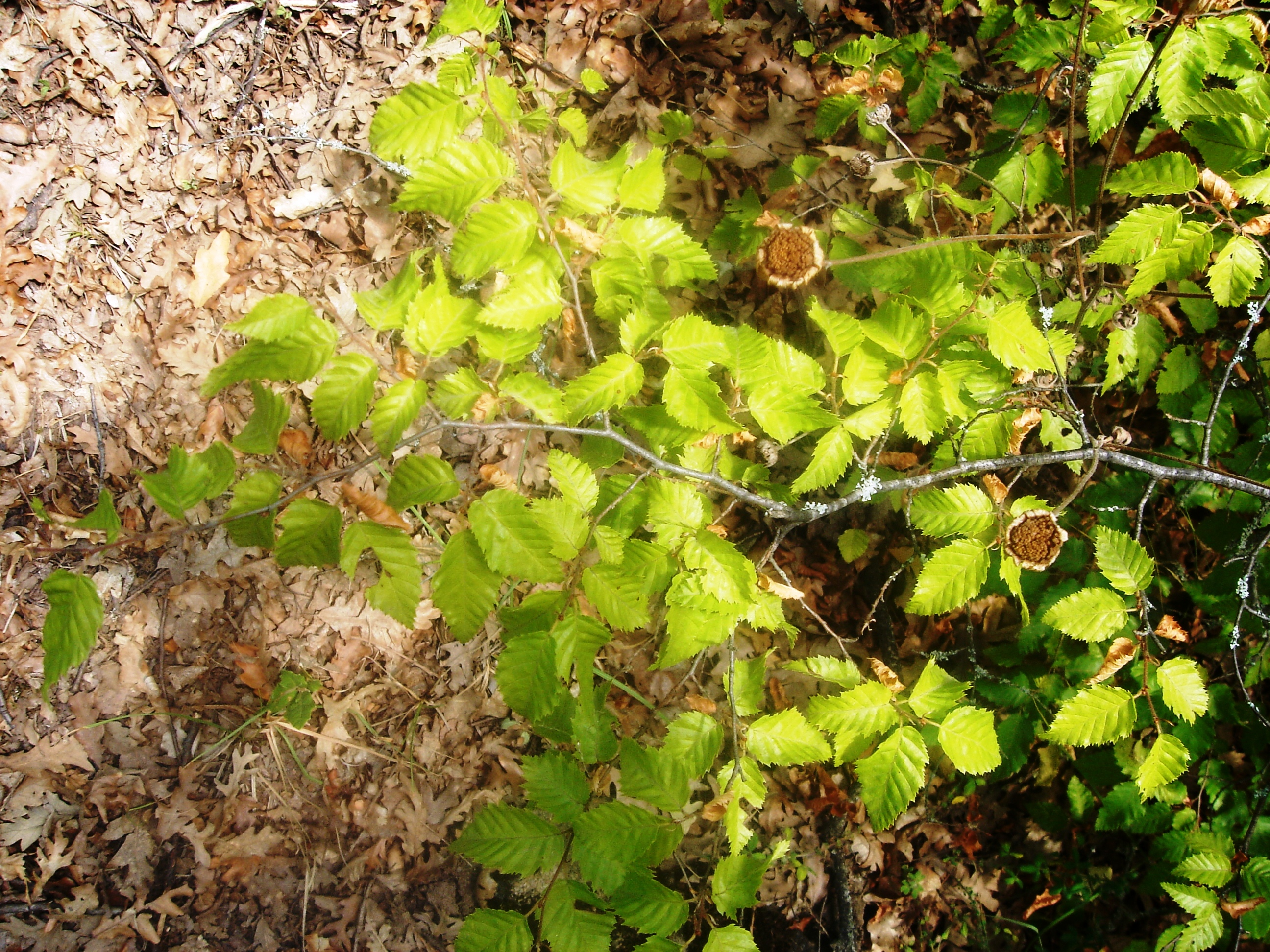
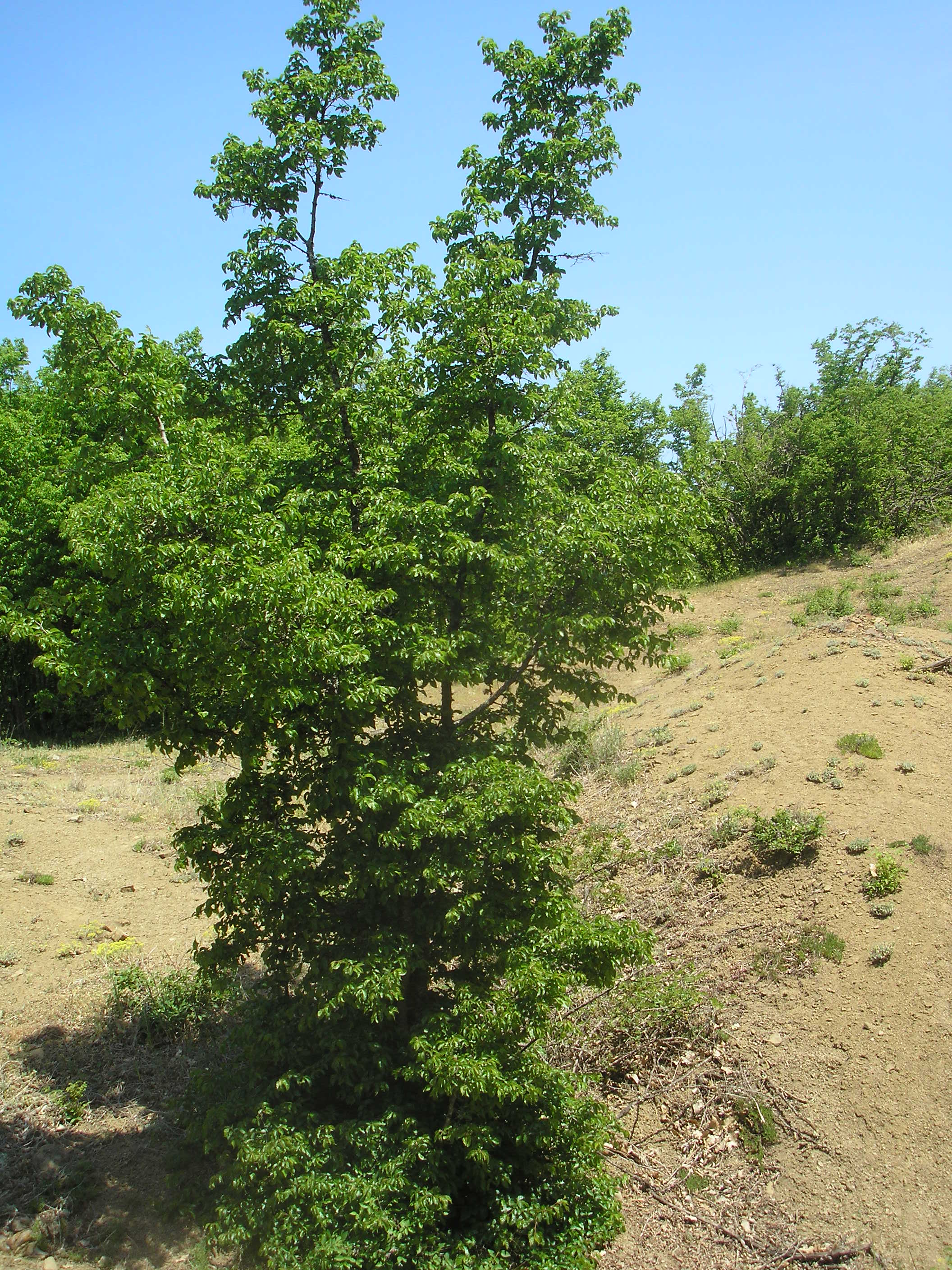
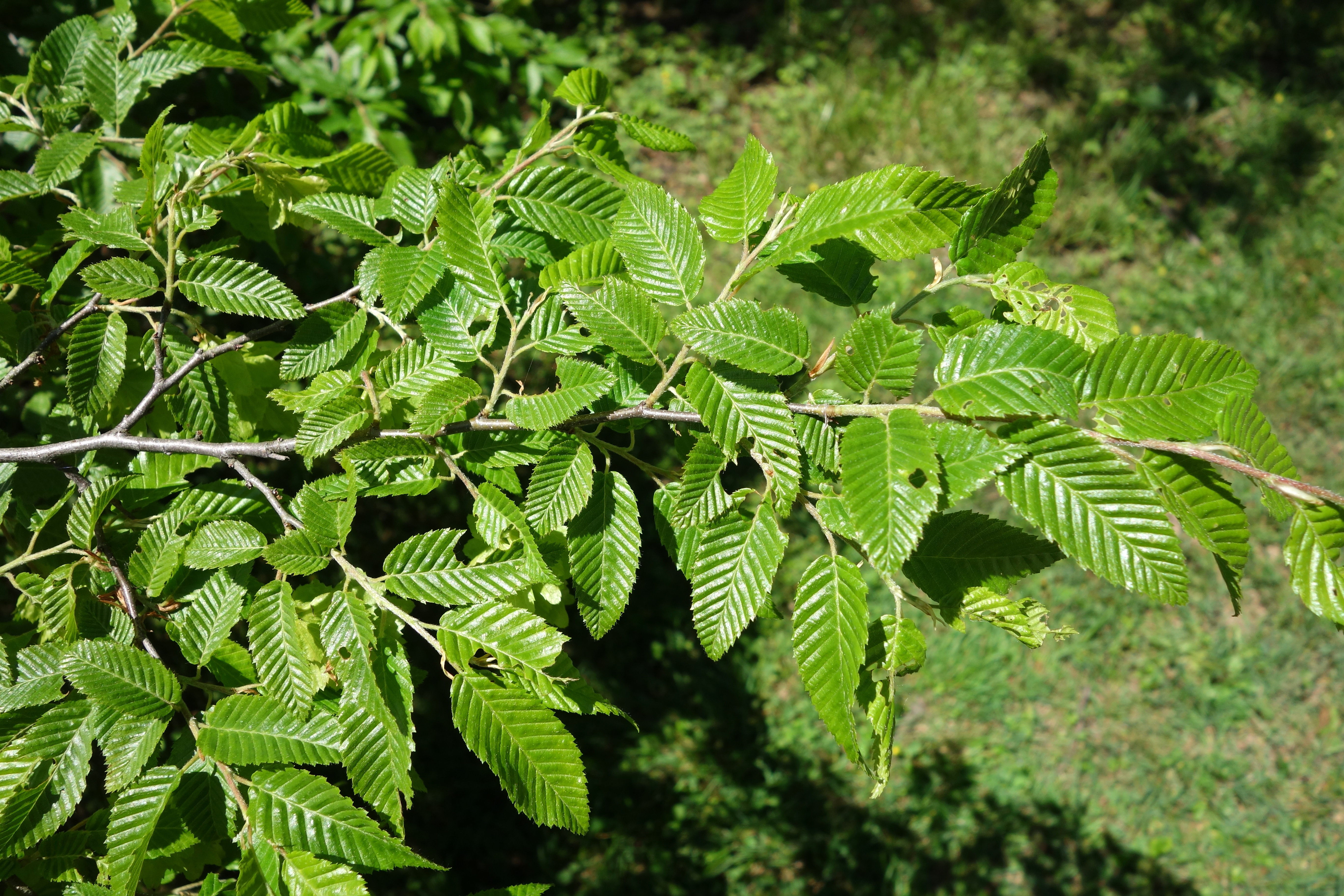